# Xaraf al-Din Abu Djafar Ahmad ibn Muhammad ibn Said ibn al-Baladi
Xàraf-ad-Din Abu-Jàfar Àhmad ibn Muhàmmad ibn Saïd ibn al-Baladí, més conegut simplement com a Ibn al-Baladí, fou visir del califa abbàssida al-Mústanjid. Ocupava les funcions de nàzir a Wasit el 1167/1168 quan fou cridat a Bagdad per tal d'exercir el càrrec de visir. Va tenir com a rival l'ustad-dar Adud-ad-Din Muhàmmad ibn Abd-Al·lah. Aquest darrer, junt amb l'emir Qutb-ad-Din, van assassinar el califa el desembre de 1179 i van obligar el nou califa, al-Mústadi, a nomenar visir l'ustad-dar. Ibn al-Baladí fou executat probablement al començament del 1180.